# Stamhuset Raunholt
 Denne artikel bør gennemlæses af en person med fagkendskab for at sikre den faglige korrekthed.

Stamhuset Raunholt bestod af Hellerup og Nislevgård samt gårdene Stuppendrup, Østupskovgaard, Holmegaard, Sophienlund og Ferritslevgård med 369 tønder hartkorn af alle slags. Jordtilliggendet udgør ca.2700 tønder land. Skovarealet udgør 2000 tønder land.
Det blev oprettet i 1743 for Charlotte Amalie Frederiksdatter von Gersdorff gift Sehestedt og opløst ved lensafløsningen i 1924.

## Ejere
- (1740-1757) Charlotte Amalie Frederiksdatter von Gersdorff gift Sehestedt
- (1757) Sophie Hedvig Christiansdatter Friis gift Juul
- (1757-1766) Ove Juul
- (1766-1788) Christian Sehestedt Juul
- (1788-1815) Ove Christen Sehestedt Juul
- (1815-1861) Christian Sehestedt Juul
- (1861-1882) Ove Sehestedt Juul
- (1882-1915) ?
- (1915-1941) Christian Ove Sehestedt Juul